# Inge de Bruijn
Inge de Bruijn (ur. 24 sierpnia 1973 w Barendrecht) – holenderska pływaczka specjalizująca się w stylu dowolnym i motylkowym, czterokrotna mistrzyni olimpijska, pięciokrotna mistrzyni świata i trzykrotna mistrzyni Europy na długim basenie, była rekordzistka świata.
Inge de Bruijn jest ośmiokrotną medalistką olimpijską w stylu dowolnym i motylkowym. W 2000 roku podczas igrzysk olimpijskich w Sydney zdobyła trzy złote medale i jeden srebrny na 50 i 100 m stylem dowolnym, na 100 m stylem motylkowym, a także w sztafecie 4 × 100 m stylem dowolnym kobiet. 
Cztery lata później, na igrzyskach olimpijskich w Atenach wywalczyła cztery medale: złoty na 50 m stylem dowolnym, srebrny na 100 m stylem dowolnym oraz dwa brązowe na 100 m stylem motylkowym i w sztafecie 4 × 100 m stylem dowolnym kobiet.
Po igrzyskach olimpijskich w Atenach w 2004 roku zakończyła sportową karierę.

## Medale olimpijskie
- Letnie Igrzyska Olimpijskie 2000 – złoto na 50 m stylem dowolnym
- Letnie Igrzyska Olimpijskie 2000 – złoto na 100 m stylem dowolnym
- Letnie Igrzyska Olimpijskie 2000 – złoto na 100 m stylem motylkowym
- Letnie Igrzyska Olimpijskie 2000 – srebro w sztafecie 4 × 100 m stylem dowolnym
- Letnie Igrzyska Olimpijskie 2004 – złoto na 50 m stylem dowolnym
- Letnie Igrzyska Olimpijskie 2004 – srebro na 100 m stylem dowolnym
- Letnie Igrzyska Olimpijskie 2004 – brąz na 100 m stylem motylkowym
- Letnie Igrzyska Olimpijskie 2004 – brąz w sztafecie 4 × 100 m stylem dowolnym

## Rekordy świata
| Konkurencja             | Rezultat | Data             | Miejsce        | Status                                 |
| ----------------------- | -------- | ---------------- | -------------- | -------------------------------------- |
| 50 m stylem dowolnym    | 24,51    | 26 maja 2000     | Sheffield      | do 4 czerwca 2000                      |
| 50 m stylem dowolnym    | 24,48    | 4 czerwca 2000   | Drachten       | do 10 czerwca 2000                     |
| 50 m stylem dowolnym    | 24,39    | 10 czerwca 2000  | Rio de Janeiro | do 22 września 2000                    |
| 50 m stylem dowolnym    | 24,13    | 22 września 2000 | Sydney         | do 24 marca 2008 Marleen Veldhuis      |
| 100 m stylem dowolnym   | 53,80    | 28 maja 2000     | Sheffield      | do 20 września 2000                    |
| 100 m stylem dowolnym   | 53,77    | 20 września 2000 | Sydney         | do 31 marca 2004 Libby Lenton          |
| 50 m stylem motylkowym  | 26,54    | 18 czerwca 1999  | Amersfoort     | do 1 lipca 1999 Anna-Karin Kammerling  |
| 50 m stylem motylkowym  | 25,83    | 20 maja 2000     | Monte Carlo    | do 26 maja 2000                        |
| 50 m stylem motylkowym  | 25,64    | 26 maja 2000     | Sheffield      | do 30 lipca 2002 Anna-Karin Kammerling |
| 100 m stylem motylkowym | 56,69    | 27 maja 2000     | Sheffield      | do 22 lipca 2000                       |
| 100 m stylem motylkowym | 56,64    | 22 lipca 2000    | Federal Way    | do 17 września 2000                    |
| 100 m stylem motylkowym | 56,61    | 17 września 2000 | Sydney         | do 26 lipca 2009 Sarah Sjöström        |

## Wyróżnienia
- 2001: najlepsza sportsmenka roku w Holandii
- 2000, 2001: pływaczka roku na Świecie
- 1999, 2000, 2001: pływaczka roku w Europie